# Bokod, Komárom-Esztergom
Bokod  este un sat în districtul Oroszlány, județul Komárom-Esztergom, Ungaria, având o populație de 2.136 de locuitori (2011). 

## Demografie
Componența etnică a satului Bokod
     Maghiari (95,79%)
     Germani (2,4%)
     Romi (1,23%)
     Necunoscut (0,59%)
     Alții (0,59%)
Componența confesională a satului Bokod
     Romano-catolici (25,75%)
     Fără religie (19,94%)
     Luterani (15,4%)
     Reformați (10,96%)
     Atei (1,03%)
     Necunoscută (26,69%)
     Greco-catolici (0,23%)
     Alte religii (1,12%)
Conform recensământului din 2011, satul Bokod avea 2.136 de locuitori. Din punct de vedere etnic, majoritatea locuitorilor (95,79%) erau maghiari, existând și minorități de germani (2,4%) și romi (1,23%). Apartenența etnică nu este cunoscută în cazul a 0,59% din locuitori. Nu există o religie majoritară, locuitorii fiind romano-catolici (25,75%), persoane fără religie (19,94%), luterani (15,4%), reformați (10,96%) și atei (1,03%). Pentru 26,69% din locuitori nu este cunoscută apartenența confesională.